# Ischyrodon seriolus
Ischyrodon seriolus är en bladmossart som beskrevs av C. Müller 1875. Ischyrodon seriolus ingår i släktet Ischyrodon och familjen Fabroniaceae. Inga underarter finns listade i Catalogue of Life.